# Славная (Тернопольская область)
Славная (укр. Славна) — село в Зборовской городской общине Тернопольского района Тернопольской области Украины.
Код КОАТУУ — 6122688750. Население по переписи 2001 года составляло 313 человек.
До 2020 года входило в Зборовский район.

## Географическое положение
Село Славная находится на берегу реки Западная Стрыпа,
ниже по течению на расстоянии в 0,5 км расположено село Плесняны.

## История
- 1765 год — дата основания.

## Объекты социальной сферы
- Школа I ст.
- Клуб.
- Фельдшерско-акушерский пункт.

## Известные уроженцы
- Роман Завадович (1903—1985) — украинский писатель, журналист, редактор, культурно-образовательный деятель.